# Paysage avec arc-en-ciel (Rubens)
Paysage avec arc-en-ciel est un tableau peint par Pierre-Paul Rubens en 1636. Il est conservé à la Wallace Collection à Londres.